# Neurociência dinâmica
A neurociência dinâmica descreve a dinâmica não linear em muitos níveis do cérebro, desde células neurais individuais até processos cognitivos, estados de sono e comportamento de neurônios em simulação neuronal em larga escala. A abordagem de sistemas dinâmicos para neurociência é um ramo da biologia matemática que utiliza dinâmica não linear para entender e modelar o sistema nervoso e suas funções. Em um sistema dinâmico, todos os estados possíveis são expressos por um espaço de fase. Tais sistemas podem experimentar bifurcação (uma mudança qualitativa no comportamento) em função de seus parâmetros de bifurcação e frequentemente exibem caos.
Os neurônios têm sido modelados como sistemas não lineares há décadas, mas os sistemas dinâmicos surgem de várias outras maneiras no sistema nervoso. As interações dinâmicas entre as vias do fluido extracelular remodelam nossa visão da comunicação intraneural.

## Dinâmica neuronal

### Eletrofisiologia do neurônio
A motivação para uma abordagem dinâmica da neurociência decorre de um interesse na complexidade física do comportamento dos neurônios. Como exemplo, considere a interação acoplada entre o potencial de membrana de um neurônio e a ativação de canais iônicos em todo o neurônio. À medida que o potencial de membrana de um neurônio aumenta suficientemente, os canais na membrana se abrem para permitir a entrada ou saída de mais íons. O fluxo iônico altera ainda mais o potencial de membrana, o que afeta ainda mais a ativação dos canais iônicos, o que afeta o potencial de membrana e assim por diante. Essa é frequentemente a natureza das equações não lineares acopladas. Um exemplo quase direto disso é o modelo Morris-Lecar:
{\displaystyle {\begin{aligned}C{dV \over dt}&=g_{Ca}M_{ss}(V-V_{C}a)-g_{K}N(V-V_{K})-g_{L}(V-V_{L})+I_{\text{app}}\\[6pt]{dN \over dt}&={{N_{ss}-N} \over {\tau _{N}}}\end{aligned}}}
O objetivo é demonstrar a base fisiológica dos modelos de neurônios dinâmicos, portanto, esta discussão cobrirá apenas as duas variáveis da equação:
- {\displaystyle V} representa o potencial atual da membrana;
- {\displaystyle N} é a chamada "variável de recuperação", que nos dá a probabilidade de que um determinado canal de potássio esteja aberto para permitir a condução iônica.

### Excitabilidade dos neurônios
Um dos temas predominantes na neurobiologia clássica é o conceito de um componente digital para os neurônios. Este conceito foi rapidamente absorvido pelos cientistas da computação, onde evoluiu para a função de ponderação simples para redes neurais artificiais acopladas. Os neurobiólogos chamam a voltagem crítica na qual os neurônios disparam de limiar. A crítica dinâmica desse conceito digital é que os neurônios não exibem verdadeiramente disparos de tudo ou nada e, em vez disso, devem ser considerados ressonadores.